# Teluk Bunian
Teluk Bunian is een bestuurslaag in het regentschap Indragiri Hilir van de provincie Riau, Indonesië. Teluk Bunian telt 3246 inwoners (volkstelling 2010).